# Tea Party (movimento)

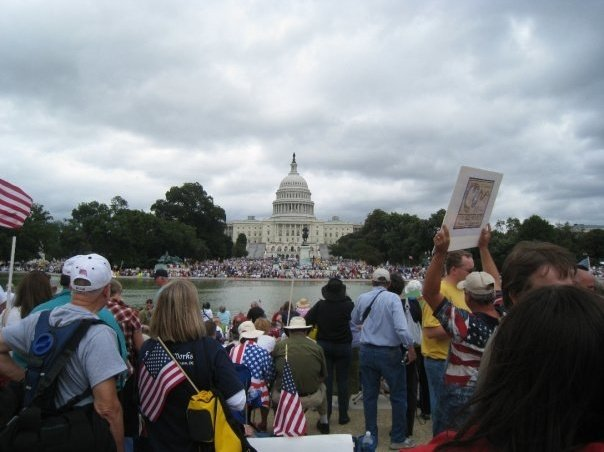
Dimostranti del Tea Party nel West Lawn del Campidoglio e il National Mall il 12 settembre 2009

Il Tea Party è un movimento politico schierato a difesa del libero mercato e su posizioni conservatrici/libertarie di destra, emerso negli Stati Uniti d'America nel 2009 attraverso una serie di proteste locali coordinate a livello nazionale. Viene comunemente classificato nell'area del populismo di destra.

## Storia
Il movimento è sorto coagulando le proteste popolari di quanti hanno deciso di reagire dinanzi a diverse decisioni (salvataggi di banche, statalizzazioni, ecc.) assunte a livello federale durante la presidenza di George W. Bush e, in seguito, nel corso della presidenza di Barack Obama: la legge di stabilizzazione economica di emergenza del 2008, la legge di recupero e reinvestimento del 2009 e una serie di proposte di riforma sanitaria.
Secondo l'American Enterprise Institute, vari sondaggi nel 2013 hanno stimato che poco più del 10% degli statunitensi si identificava come parte del movimento.
Il nome Tea Party deriva dal Boston Tea Party, un'azione di protesta dei coloni del Nord America contro le tasse inglesi, che ebbe luogo nel 1773. Alcuni mesi dopo le prime proteste il nome è stato reinterpretato da alcuni organizzatori e opinionisti come sigla per "Taxed Enough Already" (già abbastanza tassati).

## Agenda politica
Il Tea Party non ha un'agenda politica uniforme. Il suo carattere decentralizzato, la sua mancanza di una vera e propria gerarchia o struttura, permette ad ogni gruppo autonomo di definire i propri obiettivi e le proprie priorità. È possibile che gli obiettivi di questi gruppi siano in conflitto, e le loro priorità sono spesso differenti. Molti organizzatori del Tea Party tendono a vedere ciò come una forza piuttosto che una debolezza, dal momento che questa decentralizzazione ha contribuito a rendere il Tea Party immune da tentativi di inglobamento da parte di altri movimenti e dalla corruzione al suo interno.
Il Tea Party ha generalmente cercato di relegare in secondo piano le questioni sociali che tipicamente affrontano i conservatori. Organizzazioni a livello nazionale del Tea Party come i Tea Party Patriots e FreedomWorks hanno espresso la loro preoccupazione che interessarsi troppo alle questioni sociali avrebbe creato divisioni. Essi hanno invece cercato di far distogliere agli attivisti lo sguardo dalle tematiche sociali e di far sì che si concentrassero su questioni economiche e specifiche questioni governative. In ogni caso, molti gruppi come 9/12 Tea Parties di Glenn Beck, TeaParty.org, la sezione Tea Party dell'Iowa e le Delaware Patriot Organizations hanno dimostrato interesse attivo per questioni sociali come l'aborto, il possesso di armi, la preghiera a scuola e l'immigrazione clandestina.
Il Tea Party concentra generalmente i suoi sforzi nell'ambito delle riforme amministrative, tra cui una significativa riduzione delle dimensioni e delle funzioni del governo. Di solito i membri del Tea Party sostengono il diritto per l'economia nazionale di operare senza la supervisione governativa. Tra i suoi obiettivi ci sono quello di ridurre le dimensioni del governo federale, ridurre la spesa pubblica, abbassare il debito pubblico e mettere fine agli aumenti delle tasse. Con questi intenti gruppi del Tea Party hanno protestato contro il Troubled Asset Relief Program (TARP, Programma d'aiuto che prevede l'acquisto di azioni (assets) di istituti finanziari in difficoltà), programmi di stimolo all'economia come il American Recovery and Reinvestment Act of 2009 (ARRA, comunemente noto come Stimulus o The Recovery Act), il cap and trade, riforme dell'assistenza sanitaria quali il Patient Protection and Affordable Care Act (PPACA, conosciuto anche semplicemente come Affordable Care Act o Obamacare), e infine contro attacchi percepiti ad opera del governo federale contro i diritti del Primo, Secondo, Quarto e Decimo Emendamento alla Costituzione americana. Gruppi del Tea Party hanno anche manifestato il loro supporto per le leggi sul right to work ("diritto al lavoro", che negli Stati Uniti si riferisce anche al diritto personale di poter svolgere qualsiasi lavoro senza essere costretti a unirsi o pagare quote a dei sindacati) e per un più rigido controllo delle frontiere, e si sono opposti all'amnistia per gli immigrati clandestini. Il Tea Party si batté a livello nazionale per invalidare la legge sulla riforma dell'assistenza sanitaria, dopo che il Partito Repubblicano perse seggi al congresso e la sfida per la Presidenza alle elezioni del 2012. Dei gruppi si sono anche mobilitati a livello locale contro l'Agenda 21 delle Nazioni Unite. Hanno anche protestato contro l'IRS (agenzia delle entrate) per un controverso trattamento riservato ai gruppi che avevano "tea party" nel loro nome. In campo politico, il Tea Party ha costituito dei Super PACs (un tipo di "comitato di azione politica") per sostenere dei candidati vicini ai propri obiettivi e si è d'altro canto opposto a certi candidati di quello che in varie occasioni ha definito "Establishment repubblicano". Come altre realtà di destra, specie statunitensi, il Tea Party ha assunto posizioni assimilabili alla negazione del cambiamento climatico.
Nonostante quindi i gruppi abbiano un'ampia varietà di obiettivi diversi, il Tea Party mette alla base della sua agenda di riforme la Costituzione. Esorta al ritorno ad un governo come lo avevano inteso i Padri Fondatori. Si è anche impegnato a insegnare la propria visione della Costituzione e di altri documenti fondamentali. Gli studiosi hanno definito la sua interpretazione come "originalista" (nella volontà di adempiere al messaggio originario dei padri costituenti) o popolare, o una peculiare combinazione di entrambi. L'affidamento alla Costituzione è comunque selettivo e inconsistente: i membri la citano, ma più come un riferimento culturale che in un'ottica di adesione testuale. È infatti un testo che intendono modificare. Alcuni tra gli esponenti del movimento hanno indicato diversi emendamenti costituzionali da abrogare in toto o in parte, ad esempio il 14°, il 16° ed il 17° emendamento; come detto sopra, poi, si è trovato un certo supporto per la proposta dell"Emendamento di Revoca", che permetterebbe ad una maggioranza di due terzi degli stati membri di abrogare le leggi federali; ed ancora, come già detto, si è sostenuto un eventuale Emendamento di Bilancio Equilibrato, che limiterebbe la spesa in deficit.
Dal tentativo di creare una lista di ciò che i sostenitori del Tea Party volevano che il Congresso facesse, è nato il Contract from America (contratto americano). Si tratta di un'agenda legislativa prodotta dall'attivista conservatore Ryan Hecker con l'aiuto di Dick Armey di FreedomWorks (Armey era stato co-scrittore del precedente Contract with America, contratto con l'America, annunciato dal Partito Repubblicano durante le elezioni di metà termine del 1994). Un migliaio di idee che erano state ricevute vennero concentrate in 21 tematiche non sociali. Successivamente venne indetta una campagna online dove i partecipanti dovevano scegliere un certo numero di queste come punti fondamentali per una linea politica. L'esito fu una piattaforma elettorale del Tea Party in dieci punti. Il Contract from America fu accolto con un certo favore all'interno del Partito Repubblicano, ma non ricevette ampio sostegno dalla leadership di partito, che in risposta pubblico il suo Pledge to America (promessa all'America).
In seguito alle elezioni presidenziali del 2012, alcuni attivisti del Tea Party hanno assunto punti di vista ideologici più tradizionalmente populistici su certe questioni che divergono dalle vedute conservatrici di base. Esempi sono i diversi manifestanti del movimento che talvolta hanno espresso il loro sostegno alla riforma dell'immigrazione così come all'aumento del salario minimo.

### Politica estera
Lo storico e scrittore Walter Russell Mead analizza le posizioni in politica estera del Tea Party in un saggio del 2011 pubblicato su Foreign Affairs. Mead afferma che i populisti jacksoniani, come lo sono gli affiliati al Tea Party, uniscono una fiducia nell'eccezionalismo americano e il suo ruolo nel mondo allo scetticismo sulla "possibilità americana di creare un ordine mondiale liberale". Quando necessario, sostengono la guerra totale e la resa incondizionata su "guerre limitate per obiettivi limitati". Mead identifica due tendenze principali, una in qualche modo personificata da Ron Paul e l'altra da Sarah Palin. I "Pauliani" hanno un approccio jeffersoniano che cerca di evitare l'impegno militare all'estero. I "Paliniani", pur volendo evitare di essere coinvolti in conflitti non strettamente necessari, sono favorevoli a una risposta più aggressiva al fine di mantenere il primato americano nelle relazioni internazionali. Mead afferma che entrambi i gruppi condividono un'avversione per il "liberalismo internazionale".
Alcuni repubblicani affiliati al Tea Party, tra cui Michele Bachmann, Jeff Duncan, Connie Mack IV, Jeff Flake, Tim Scott, Joe Walsh, Allen West, e Jason Chaffetz votarono a favore della mozione del membro del Congresso progressista Dennis Kucinich volta a ritirare le truppe americane dalla Libia. Nel Senato, tre repubblicani supportati dal Tea Party, Jim DeMint, Mike Lee e Michael Crapo, votarono per limitare gli aiuti a Libia, Pakistan ed Egitto. Affiliati al Tea Party di entrambe le camere del Congresso hanno espresso la volontà di tagliare gli aiuti esteri. La maggior parte delle figure di spicco del movimento, sia all'interno che all'esterno del Congresso, si opposero all'intervento militare in Siria

## Organizzazione
Il Tea Party è composto da un'affiliazione non rigida di gruppi locali e nazionali che determinano la loro propria piattaforma e agenda politica, senza una leadership centrale. Il movimento è stato citato come esempio di attività politica grassroots, anche se è stato pure descritto come un esempio di astroturfing finanziato da imprese. Altri osservatori vedono un'organizzazione che ha i suoi elementi grassroots "amplificati dai media di destra", un'organizzazione finanziata da élite.
Il Tea Party non è un partito politico nazionale; i sondaggi mostrano che la maggior parte dei suoi affiliati si considerano repubblicani, e i suoi sostenitori hanno solitamente appoggiato candidati repubblicani. I commentatori, tra cui il caporedattore di Gallup, Frank Newport, hanno suggerito che il movimento non è un nuovo gruppo politico ma semplicemente una rietichettatura dei tradizionali candidati e indirizzi politici repubblicani. Un sondaggio dell'ottobre 2010 del Washington Post condotto tra gli organizzatori locali del Tea Party ha rilevato un 87% che affermava che "l'insoddisfazione verso i leader del partito repubblicano di prima punta" era "un fattore importante nel sostegno che il gruppo ha ricevuto sinora".
Membri importanti del Tea Party sono i politici repubblicani Sarah Palin, Dick Armey, Michele Bachmann, Marco Rubio, e Ted Cruz. A luglio 2010, Bachmann istituì il caucus congressuale (comitato di dirigenti) del Tea Party; tuttavia, il caucus non esiste più dal luglio del 2012. Un articolo di Politico riferì che molti attivisti del movimento erano scettici sul caucus, vedendolo come uno sforzo del Partito Repubblicano di dirottare il movimento. Il membro del congresso per lo Utah Jason Chaffetz si rifiutò di unirsi al caucus, sostenendo che
()
Il giornalista Joshua Green ha scritto sull'Atlantic che Ron Paul, pur non essendo il fondatore del Tea Party, o la sua voce culturalmente rappresentativa, è diventato il "padrino intellettuale" del movimento, dato che molti ora sono d'accordo con le sue idee di lunga data.